# Drehratensensor
Drehratensensoren (DRS) messen die Rotationsgeschwindigkeit eines Körpers. Der Drehratensensor gehört zur Gruppe der Inertialsensoren.

## Messprinzip
Um die Drehrate zu bestimmen, kommen im Wesentlichen zwei Messprinzipien zur Anwendung.
1. Corioliskraft, die auf ein mechanisch bewegtes System wirkt.
  - Foucaultsches Pendel
  - Kreiselkompass
  - Dynamically Tuned Gyro (DTG), Messfehler < 1°/h
  - Vibrationskreisel, Messfehler < 10°/h
  - Schwingkölbchen
2. Sagnac-Effekt, der bei Licht beobachtet wird.
  - Ringlaser (RLG), Messfehler < 0,001°/h
  - Faserkreisel (FOG), Messfehler < 1°/h

Durch Integration der gemessenen Winkelgeschwindigkeit lässt sich ableiten, um welchen Winkel sich ein Körper innerhalb einer Zeit gedreht hat.

## Aufbau
Hochgenaue Drehratensensoren für die Navigation von Flugzeugen oder Raketen basieren heute auf Faserkreiseln (Sagnac-Effekt). Bei den preiswerteren mikromechanischen Drehratensensoren unterscheidet man zwischen integrierten Sensoren, bei denen die elektronische Auswerteschaltung und der MEMS-Sensorkern in einem Chip integriert sind, sowie diskreten Sensoren. Sie bestehen aus einem separaten Mikromechanik-Chip (MEMS-Chip) und einem anwenderspezifischen Elektronikchip (ASIC). Seit 2009 finden mikromechanische DRS breite Anwendungen in der Consumer-Elektronik. In Smartphones steuern DRS z. B. Spiele oder Navigationsanwendungen. In Spielekonsolen geben DRS die Bewegungen des Spielers wieder. MEMS-basierte DRS verfügen über zwei mikromechanisch herausgearbeitete Massen, die über eine Federstruktur miteinander verbunden sind. Sie werden über eine i. d. R. elektromagnetisch arbeitende Aktorik in eine Schwingung versetzt. Eine Drehung um das Zentrum dieser Anordnung führt nunmehr zu auf die Massen wirkenden Corioliskräften, welche eine seitliche Auslenkung der Massen bewirken. Diese wird über eine kapazitive Anordnung gemessen.

## Anwendung
- Navigation: In  Trägheits- und GPS-Navigationsgeräten, bei letzterem zur Überbrückung von Strecken ohne Satellitenkontakt.
- Automobiltechnik: In der Automobiltechnik werden heute für Fahrstabilitäts-Systeme (z. B. ESP) und Navigation (s. o.) die Gierrate oder für Roll-Over-Detektion alle Drehachsen üblicherweise mit mikromechanischen Drehratensensoren auf Silizium-Basis gemessen. Gemäß Literaturangaben sitzt der Sensor optimalerweise im Fahrzeug-Schwerpunkt[2].
- Digitalfotografie: Mit sinkenden Preisen für Sensoren auf MEMS-Basis werden Beschleunigungs- und Drehratensensoren auch zur Bildstabilisierung bei Digitalkameras eingesetzt.